# Marina Rossell
Pour les articles homonymes, voir Rossell.
Marina Rossell i Figueras est une chanteuse catalane, née le 17 janvier 1954 à Castellet i la Gornal (Alt Penedès). Elle est l'une des personnalités reconnues de la Nova Cançó, la chanson catalane moderne, même si elle utilise également l’espagnol et le français dans certaines chansons. Elle chante des chants traditionnels et révolutionnaires catalans classiques ainsi que des compositions propres.
Elle est également connue pour son travail de mémoire envers la République espagnole et la guerre d'Espagne.

## Carrière artistique
Marina Rossell a commencé sa carrière dès 1974, en faisant les premières parties de concerts d'artistes comme Lluís Llach, Ovidi Montllor ou Maria del Mar Bonet. En 1976 elle a publié son premier album: "Si volieu escoltar". Lluís Llach ayant exécuté les arrangements de cet album qui compilait des chansons catalanes populaires.
Tout au long de sa carrière, Marina Rossell a collaboré avec de nombreux auteurs et compositeurs comme Georges Moustaki, Montserrat Caballé, Tete Montoliu, Luis Eduardo Aute, Carlos Cano, Marc Parrot, Pablo Guerrero (es), Jaume Sisa, Manzanita, Miguel Poveda, Pep Sala, Pedro Guerra ou le guitariste Tomatito. Certaines collaborations ont facilité sa reconnaissance internationale. Elle a réalisé de nombreuses tournées à travers l’Europe, Amérique latine et en Afrique du Nord. Les concerts se succèdent à partir des années 1980 sur des scènes prestigieuses qui comprennent, le Théâtre de la Ville de Paris (1981 et 1987), le Festival de San Remo (1982), le Festival Utono Musicale de Côme (1989), Moscou et l'Arménie (1985), Bogota (1988), le Festival International de Cuba (1994), un concert Pro-Indigènes de Bolivie (1995), le Festival Barcelone-Sarajevo, Bosnie,(1996) le Centre Cultural Guarani du Paraguay (1996), le Théâtre National de Cuba (1997), l'Ancienne Belgique de Bruxelles (1998), La Trastienda (Buenos Aires, 1998) et le Palau Sant Jordi avec “Catalunya x Kosovo”- (1999).

### Les années 2000
Elle participe au MIDEM de Cannes en l'an 2000 avec Lluís Llach, Maria del Mar Bonet et Nilda Fernandez avec une prestation dans le Grand Auditorium du Palais des Festivals. Après 2005, elle a fait des tournées à la fois en Catalogne (Palais de la musique catalane de Barcelone), mais aussi en Amérique latine (La Plata, Buenos Aires et Rosario Argentine, Santiago du Chili et Ciudad Juárez au Mexique), en Algérie et dans les pays du Proche-Orient (Irak, Israël et les Territoires Palestiniens).
Marina Rossell collabore avec Georges Moustaki lors de concerts dans les années 2000 et un certain nombre de duos, dont une chanson en français Les anges sont très à la mode. Cette collaboration a continué, avec un album de chansons de Moustaki en catalan (Marina Rossell canta Moustaki) sorti en 2011.
En décembre 2007 l'album Clàssics catalans est sorti, avec 20 titres comprenant des sardanes actualisées comme ’Llevantina’, ‘Per tu ploro’, ‘Cavaller enamorat’ et ‘La mort de l’escolà’, ainsi que des chansons variées (à texte, berceuses, religieuses, populaires ou rumbas). Le disque est coproduit par Marc Parrot, et publié par Harmonia Mundi. Le répertoire des ‘Clàssics catalans’ est présenté lors de ses concerts argentins à Buenos Aires, La Plata et Rosario en 2007 et en janvier 2008 face au public barcelonais. Le 11 septembre 2008 elle chante au Grand Théâtre du Liceu de Barcelone, lors du concert: Marina Rossell al Liceu. De la Renaixença als nostres díes.

### Les années 2010
En décembre 2011, son album Marina Rossell canta Moustaki est sorti en hommage à Georges Moustaki avec treize titres, dont un interprété en duo avec Moustaki. En 2014, elle sort un deuxième album en hommage à Moustaki avec onze chansons, dont une composée par l'auteur pour l'album Marina Rossell canta Moustaki vol.2. Elle sort également un troisième album enregistré pendant le Festival Grec de Barcelone 2014 avec le disque Tribut a Moustaki (en français: Hommage à Moustaki ). Elle interprète aussi des chansons de et avec Georges Moustaki lors de plusieurs concerts, dont Le métèque et Ma liberté au Grand théâtre du Liceu de Barcelone.

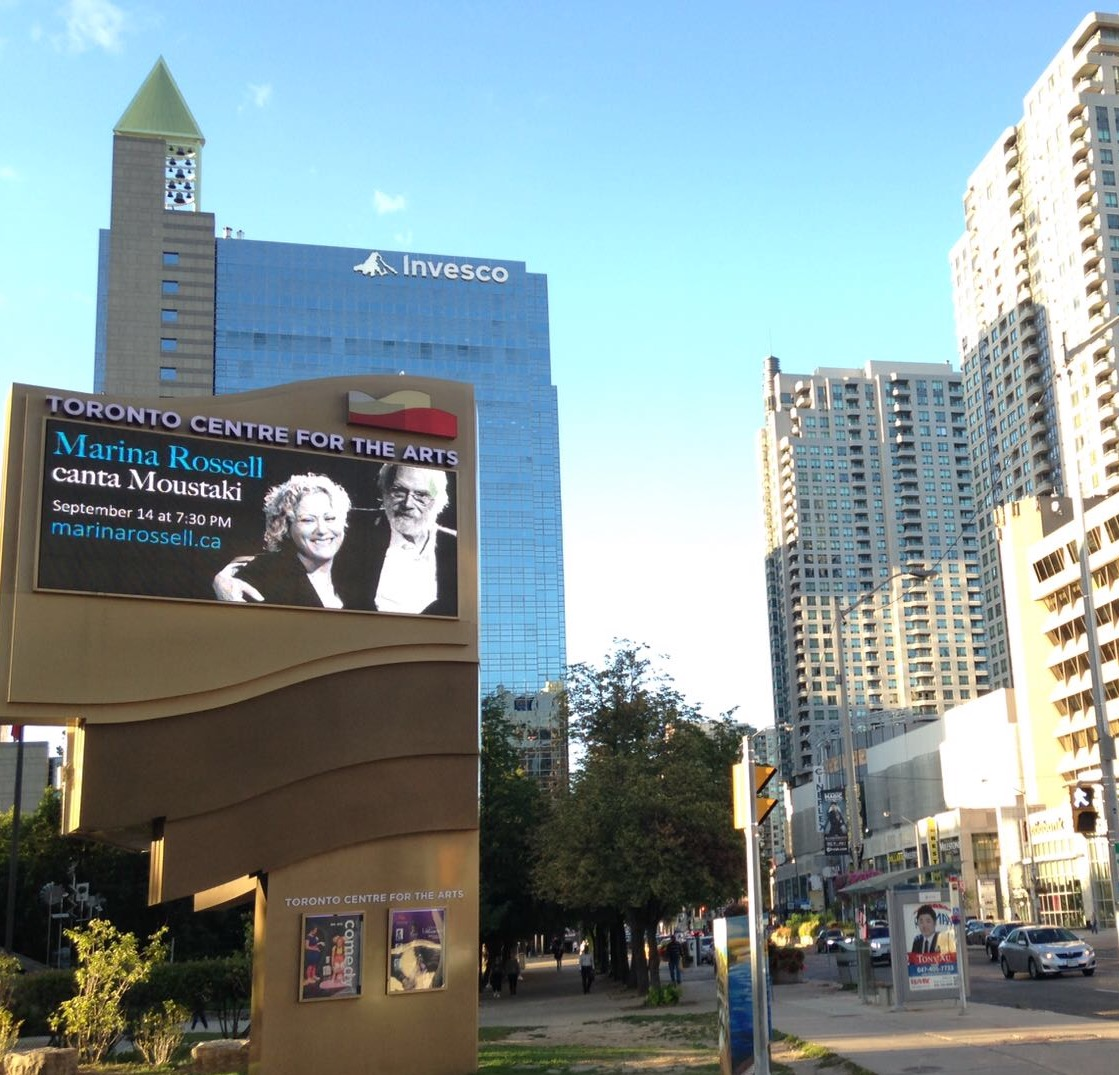
Marina Rossell chante Moustaki, à Toronto (2016).

En 2015, Marina Rossell sort un autre album: Cançons de la resistència qui comprend douze chansons, dont, Lili Marleen, Grândola, vila morena, Bella ciao, Si me quieres escribir ou Cant dels partisans francesos (adapté de l'hymne de la résistance française Le Chant des partisans). Le titre Quanta guerra! a été composé par l'auteure-compositrice afin de ne pas oublier le désastre des guerres. L'album a été publié par Satélite K et avec le soutien de l'Amicale de Ravensbrück et la couverture a été conçue par le sculpteur Jaume Plensa.

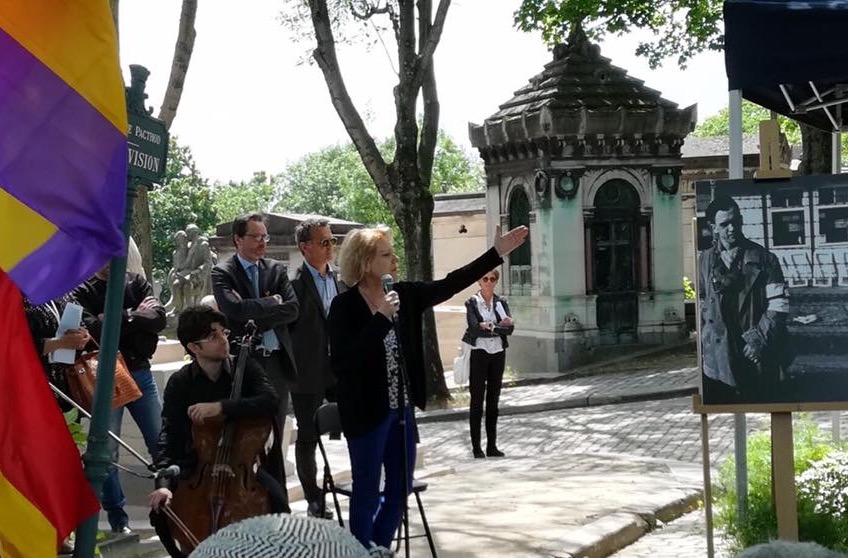
Marina Rossell au Père Lachaise, à Paris, hommage à Francesc Boix.

En septembre 2016, elle effectue une tournée au Canada, en Ontario, à Toronto, et au Québec, à Montréal, Québec et Baie-Saint-Paul. Dans ses dernières tournées et lors de l'enregistrement de ses albums, elle est accompagnée au piano par Xavi Lloses. En 2016, elle a enregistré un clip vidéo pour la campagne de soutien aux réfugiés Casa nostra casa vostra (Chez nous, chez vous) avec la chanson Quanta Guerra, ainsi que la participation au concert collectif au Palau Sant Jordi de Barcelone.
En 2017, elle est invitée à la cérémonie du transfert de la dépouille de Francesc Boix, photographe de Mauthausen, au cimetière du Père-Lachaise, présidée par la maire de Paris, Anne Hidalgo. Au cours de la cérémonie, elle chante L'émigrant et Cant del Ocells.
En octobre 2019, elle a publié un nouvel album en espagnol : Canta Moustaki y Canciones de la Resistencia.

## Prix et récompenses
En 1987 elle  reçoit la Creu de Sant Jordi, distinction décernée par la Generalitat de Catalogne.

## Discographie partielle
- Si volieu escoltar, 1976
- Penyora, 1978
- Bruixes i maduixes, Meilleur disque catalan de 1980
- Cos meu recorda, 1982
- Barca del temps, 1985
- Rosa de foc, 1988
- Cinema blau, 1990
- Marina, 1993
- Ha llovido, 1996
- Entre linies, 1997
- Y rodará el mundo, 2000
- Cap al cell, 2002
- Marítim, 2003
- Nadal, 2005
- Vistas al mar, 2006
- Sinfonía de mujeres (avec Cristina del Valle et Rim Banna), 2007
- Clàssics catalans, 2007
- Marina Rossell al Liceu, DVD 2008.
- Inicis 1977-1990, 2011
- Marina Rossell canta Moustaki, 2011.
- Marina Rossell canta Moustaki vol. 2, 2014.
- Tribut a Moustaki, 2014
- Cançons de la resistència, 2015
- Canta Moustaki y Canciones de la Resistencia, 2019